# There'll Always Be an England
There'll Always Be an England est une chanson chanson patriotique anglaise, écrite par Ross Parker (en) (musique) et Hughie Charles (en) (paroles), interprétée notamment par la chanteuse britannique Vera Lynn, en 1939.
Dans ses paroles, la chanson évoque différents clichés de la vie rurale anglaise, de la liberté et de la royauté.